# 천한 (전한)
천한(天漢)은 중국 전한(前漢) 무제(武帝)의 여덟 번째 연호이다. 기원전 100년에서 기원전 97년까지 4년 동안 사용하였다.

## 연대대조표
| 천한                | 원년         | 2년         | 3년         | 4년         |
| 서력                | 기원전 100년 | 기원전 99년 | 기원전 98년 | 기원전 97년 |
| 육십간지 (六十干支) | 신사(辛巳)   | 임오(壬午)  | 계미(癸未)  | 갑신(甲申)  |

## 같이 보기
- 다른 왕조의 같은 연호
  - 전촉(前蜀) 천한(917년)

- 중국의 연호

| 이전 연호 태초(太初) | 중국의 연호 전한(前漢) | 다음 연호 태시(太始) |